# Liste der Naturdenkmale in Veringenstadt
| Naturdenkmale | Anzahl |
| ------------- | ------ |
| FND           | 7      |
| END           | 7      |
| Gesamt        | 14     |

Die Liste der Naturdenkmale in Veringenstadt nennt die verordneten Naturdenkmale (ND) der im baden-württembergischen Landkreis Sigmaringen liegenden Stadt Veringenstadt. In Veringenstadt gibt es insgesamt 14 als Naturdenkmal geschützte Objekte, davon 7 flächenhafte Naturdenkmale (FND) und 7 Einzelgebilde-Naturdenkmale (END).
Stand: 2. August 2024.

## Flächenhafte Naturdenkmale (FND)
| Name                          | Bild | Kennung     | Einzelheiten | Position | Fläche Hektar | Datum         |
| ----------------------------- | ---- | ----------- | --- | -------- | ------------- | ------------- |
| Anna-Kapellen-Höhle           |      | 84371140001 | Veringenstadt Die Anna-Kapellen-Höhle oberhalb von Veringenstadt in einem Felsen des Weißen Jura. Die Höhle wurde nach der früher hier stehenden St. Annakapelle benannt. Der Höhleneingang ist nach Norden ausgerichtet. Die Stele erinnert an die St. Anna-Kapelle, die an dieser Stelle 1515 erbaut wurde. Der erste Kirchenpfleger war der Maler Peter Strüb aus Veringenstadt. 1817 wurde die Kapelle abgebrochen. Die Stele wurde von Ilse Wolf aus Inneringen gestaltet und am 1. Mai 1998 eingeweiht. | ⊙        | 0,0           | 18. Mai 1971  |
| Felixfelsen                   |      | 84371140009 | Veringenstadt Felixfelsen im Landschaftsschutzgebiet Büttnautal in Veringenstadt. | ⊙        | 0,0           |               |
| Felsen der Ruine Affelstetten |      | 84371140010 | Veringenstadt Felsengruppe rechtsseitig der Lauchert ca. 200 m nach dem Ortsausgang in Richtung Jungnau. Die 20 m hohe Felsensteilwand ist ca. 40 m breit und weist im oberen Bereich noch Teilstücke eines alten Mauerwerks der Ruine Affelstetten auf. Die Burg wurde vermutlich während des 13. Jahrhunderts vom in Affelstetten ansässigen Ortsadel erbaut. | ⊙        | 0,0           |               |
| Göpfelsteinhöhle              |      | 84371140004 | Veringenstadt Die Göpfelsteinhöhle liegt auf einer Höhe von 660 m ü. NN am westlichen Stadtausgang von Veringenstadt, rechts oberhalb der Lauchert und der Altstadt. Der Eingang ist nach Süden ausgerichtet und weithin sichtbar in einem massigen Felsen des Weißen Jura. | ⊙        | 0,0           | 18. Mai 1971  |
| Halbtrockenrasen im Lausert   |      | 84371140012 | Veringenstadt Gebiet mit trockenen wie auch wechselfeuchten Flächen und entsprechender Vegetation. Die Fläche ist ringsum mit Nadelgehölzen umrahmt. | ⊙        | 0,3           |               |
| Nikolaushöhle                 |      | 84371140003 | Veringenstadt Die Nikolaushöhle ist eine Karsthöhle mit altsteinzeitlichen Funden. Blick aus der Nikolaushöhle auf die gegenüber liegende Göpfelsteinhöhle und Veringenstadt. | ⊙        | 0,0           | 18. Mai 1971  |
| Zimmertal                     |      | 84371140014 | Veringenstadt Trockener Magerrasenstandort am Rande eines Waldes. Die Grünlandfläche ist durchzogen von Schlehen- und Holundergebüschen sowie einzelnen Kiefergehölzen. Auf dem trockenwarmen Standort findet sich die für einen Kalk-Magerrasen der Schwäbischen Alb typische Vegetation ein. Es treten Magerkeitszeiger sowie Orchideen auf der Fläche auf. | ⊙        | 1,9           | 18. Dez. 1992 |
| Legende für Naturdenkmal      |      |             | |          |               |               |

## Einzelgebilde (END)
| Name                           | Bild | Kennung     | Einzelheiten | Position | Fläche Hektar | Datum         |
| ------------------------------ | ---- | ----------- | --- | -------- | ------------- | ------------- |
| Bergahorn                      |      | 84371140006 | Veringenstadt Alter Bergahorn direkt an der Straße mit breiter Krone und charakteristischer Borke am ca. 3 m Umfang messenden Stamm. Die Äste hängen weit herab. | ⊙        | 0,0           | 18. Mai 1971  |
| Gallusquelle                   |      | 84371140011 | Veringenstadt Die Gallusquelle oder auch Gallusbrunnen ist eine Karstquelle im Stadtteil Hermentingen von Veringenstadt. | ⊙        | 0,0           | 18. Mai 1971  |
| Kleebuche                      |      | 84371140002 | Veringenstadt Die stark verzwieselte Buche steht auf dem Felsen oberhalb der Nikolaushöhle. Durch die geringe Gründigkeit des Standorts hat die Buche schwierige Wuchsbedingungen und entwickelte so ihre spezielle niederwüchsige, gewundene Form.                                                                                              | ⊙        | 0,0           | 25. März 1935 |
| Linde beim Wasserreservoir     |      | 84371140000 | Veringenstadt Mächtige Linde am Wegrand, mit einem Stammumfang von 3,5 m. Der Stamm teilt sich bei 2 m Höhe in viele weit ausladende Äste auf und bildet eine breite Krone. Der alleinstehende Baum prägt das Landschaftsbild. | ⊙        | 0,0           | 18. Mai 1971  |
| Lindengruppe mit Kreuz         |      | 84371140005 | Veringenstadt Drei Linden rechts und linksseits eines Wegkreuzes. Zwei Bäume stehen sehr eng beieinander. Die Gruppe schließt östlich an einen Fichtenforst an. Auf der anderen Seite des Weges steht eine weitere Linde ähnlichen Alters. | ⊙        | 0,0           | 18. Mai 1971  |
| Schmiedelinde                  |      | 84371140007 | Veringenstadt Ortsbild prägende Linde inmitten von Veringendorf. Der Baum hat einen Stammumfang von ca. 3 m und steht an einer Kreuzung. | ⊙        | 0,0           |               |
| Wasserfall der Lauchert "Gieß" |      | 84371140013 | Veringenstadt Der Wasserfall Gieß in Veringendorf war, nach der Wassermenge und der Höhe der Kalktuffbarre, der größte Wasserfall der Schwäbischen Alb. Der Wasserfall wurde durch den Bau eines E-Werks in den 1920er Jahren erheblich beeinflusst. Das Bild zeigt den Wasserfall bei geöffnetem Wehr während eines Hochwassers am 3. Mai 2015. | ⊙        | 0,0           |               |
| Legende für Naturdenkmal       |      |             | |          |               |               |

## Ehemalige Naturdenkmale in Veringenstadt
| Name                     | Bild | Kennung     | Einzelheiten | Position | Fläche Hektar | Datum |
| ------------------------ | ---- | ----------- | --- | -------- | ------------- | ----- |
| Brautlinde               |      | 84371140008 | Veringenstadt Alte Linde beim Ortsausgang Veringendorf Richtung Jungnau rechts am Straßenrand. Stark mit Moos bewachsener Stamm mit einem Umfang von fast 4 m. Als Brautlinde wird eine einzeln stehende Linde charakterisiert. Der Baum wurde zwischenzeitlich gefällt. | ⊙        | 0,0           |       |
| Legende für Naturdenkmal |      |             | |          |               |       |